# 抛竿

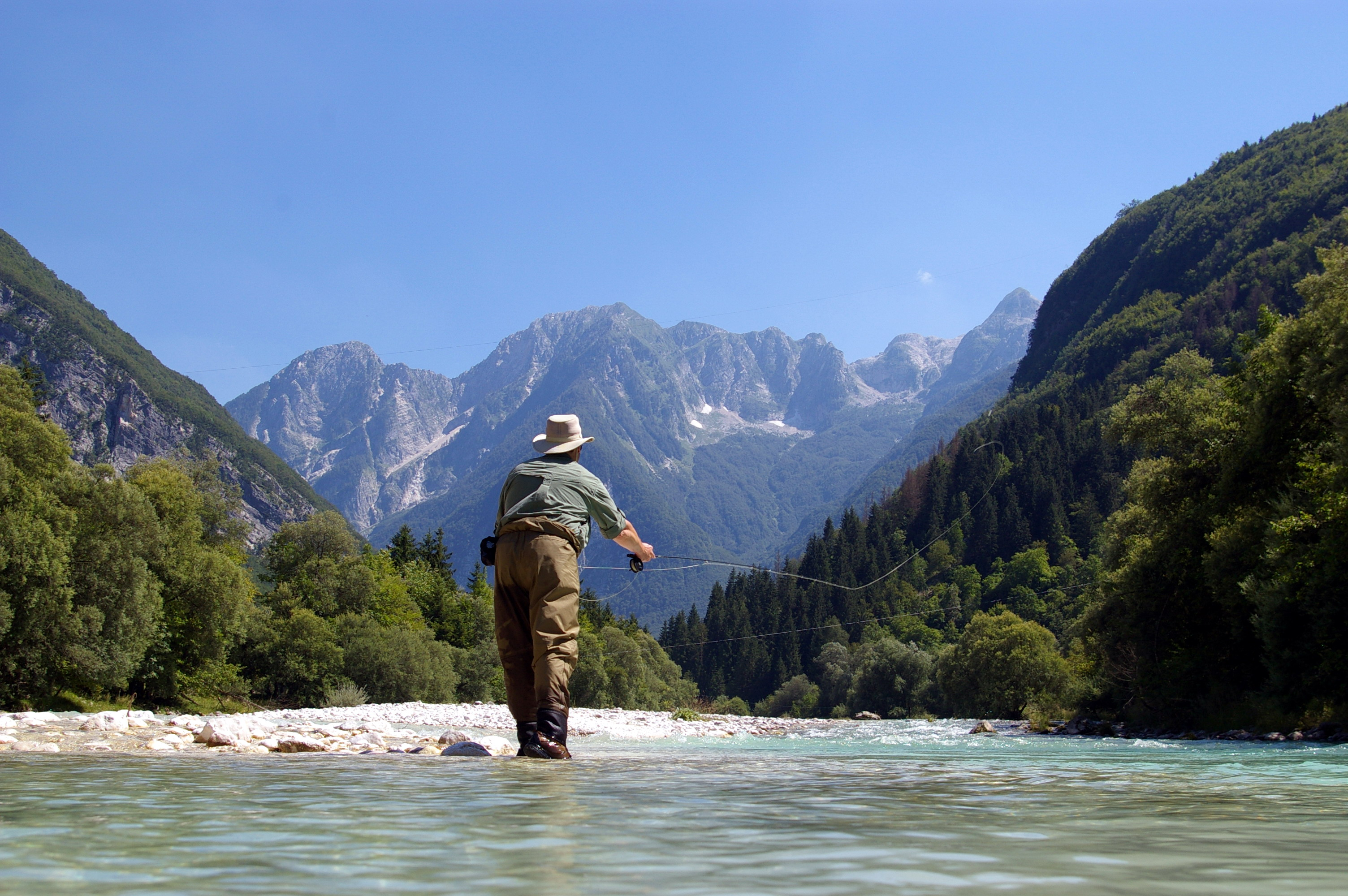
一名在索查河上的飛蠅釣的釣客

抛竿又稱投竿，是指人們在钓鱼时通過渔具（钓竿以及鱼线）把鱼钩、鱼饵或路亚抛投到要釣魚的地方。垂釣者應該想辦法将鱼钩、鱼饵拋投到距離自己較遠的水面。 